# Jason Parker (patinage de vitesse)
Pour les articles homonymes, voir Jason Parker et Parker.
Jason Parker est un patineur de vitesse canadien, né le 13 mai 1975 à Yorkton (Saskatchewan).

## Palmarès

### Jeux olympiques
- Jeux olympiques d'hiver de 2006 à Turin ( Italie) :
  -  Médaille d'argent en poursuite par équipe (Hommes), le 16 février, en compagnie de Arne Dankers, Steven Elm, Justin Warsylewicz et Denny Morrison.